# Malin Allberg
Malin Eva Helena Allberg , född 1 mars 1972, är en svensk före detta fotbollsspelare (anfallare).

## Karriär
Allbergs moderklubb är Vällingby AIK. 1988 debuterade hon för IF Brommapojkarna i division 2, den dåvarande tredjedivisionen, och gjorde 14 mål på 18 matcher. Hon missade hela säsongen 1989 på grund av skada, men 1990 var hon tillbaka, nu i AIK i division 1.
1991 skrev hon på för Djurgårdens IF i damallsvenskan. Året därpå, 1992, gjorde hon fem mål på 19 matcher när Djurgården slutade 11:a och åkte ur serien.
1993 skrev Allberg på för Hammarby IF, där hon blev en nyckelspelare under fyra säsonger och gjorde 37 mål på 65 matcher i serien. Laget, som leddes av spelande tränaren Pia Sundhage, slutade 1994 tvåa i damallsvenskan och vann svenska cupen efter 2–1 i finalen mot Gideonsbergs IF. 1995 försvarade Hammarby cuptiteln med en 1–0-seger mot Älvsjö AIK i finalen.
1997 gick Allberg till Älvsjö AIK i damallsvenskan, där hon spelade tills hon år 2000 tvingades sluta på grund av en knäskada. Under sin tid i klubben vann hon tre raka SM-guld, 1997, 1998 och 1999. Hon vann också svenska cupen med Älvsjö 1999, efter en finalseger mot Djurgården med 2–1 efter förlängning.

### I landslaget
Allberg debuterade i svenska landslaget 1995, och spelade 20 landskamper (3 mål) för Sverige. Hon missade OS i Atlanta 1996 på grund av skada, men var med i EM 1997, där Sverige åkte ut mot Tyskland i semifinalen med 0–1. 1998 tilldelades hon stora tjejers märke.